# Ferdinand Huttenlocher
Ferdinand Gottlieb Huttenlocher (* 12. September 1856 in Plochingen; † 12. Mai 1925 in Bern) war ein deutscher Bildhauer, der in der Schweiz als Fachlehrer für angewandte Kunst arbeitete.

## Leben

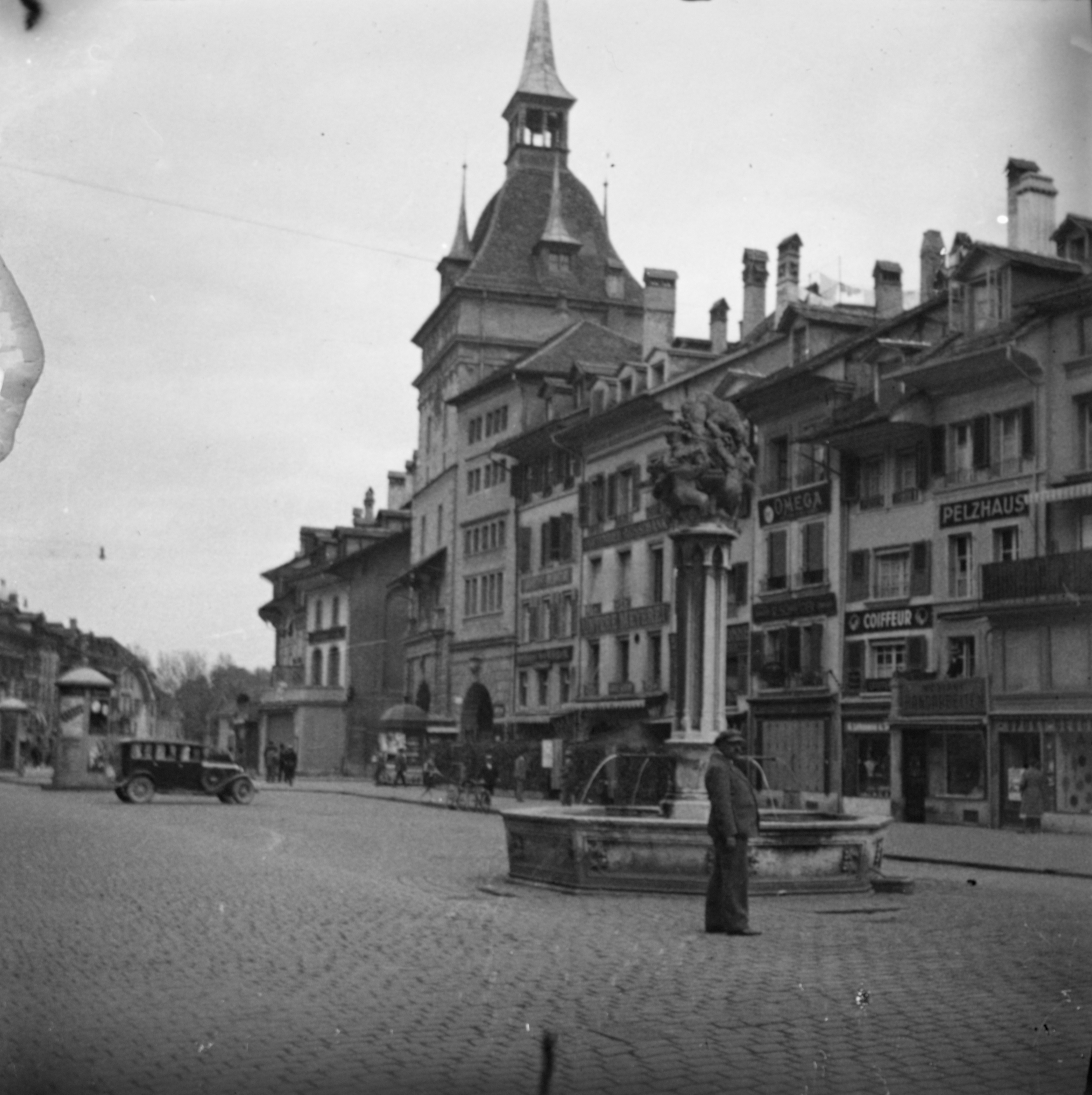
Brunnen mit Bärenskulptur (vor 1936)

Ferdinand Huttenlocher wuchs in Plochingen und Nürtingen auf. Er absolvierte eine Ausbildung an der gewerblichen Zeichenschule in Rottenburg am Neckar und arbeitete danach als praktischer Bildhauer. Unter anderem wirkte er am Bau der Alten Oper und des Städelschen Kunstinstituts in Frankfurt am Main sowie am Schloss Neuschwanstein mit. Zwei weiteren Ausbildungsjahren an der Kunstgewerbeschule Stuttgart folgten fünf Jahre als selbständiger Bildhauer, bis Huttenlocher sich dann im Jahr 1886 entschloss, als Fachlehrer für angewandte Kunst in die Schweiz zu gehen. Er nahm dort zuerst eine Lehrtätigkeit an der Kantonalen Schnitzler-Schule (heute: Schule für Holzbildhauerei) in Brienz auf, wechselte aber bereits ein Jahr später an das Kantonale Technikum in Biel. Zu seinen Schülern dort zählte der spätere Maler und Bühnenbildner Karl Walser. 1900 wurde Huttenlocher dann Lehrer der kunstgewerblichen Klasse der Handwerker- und Kunstgewerbeschule Bern. Gleichzeitig war er weiter kunsthandwerklich tätig: So fertigte er die Holzschnitzarbeiten der Ständeratssitze im Nationalratssaal des Berner Bundeshauses an. 1904 erhielt er den Auftrag, eine Skulptur für den Brunnen auf dem Berner Bärenplatz zu gestalten. Seine Sandstein-Statue Spielende Bären nach einem Entwurf von Rudolf Münger befand sich dort bis zum Jahr 1935. Huttenlocher wirkte darüber hinaus in den ersten Jahrzehnten des 20. Jahrhunderts als einflussreicher Förderer der Berner Kunstszene.
Ferdinand Huttenlocher war der Vater des Schweizer Geologen Heinrich Huttenlocher (1890–1954).

## Werke (Auswahl)
- Skulptur: Spielende Bären auf dem Bärenplatzbrunnen in Bern, 1904 (1935 ersetzt)

## Schriften (Auswahl)
- Eine Sammlung plastischer Zeichenvorlagen, Lichtdrucke. Huttenlocher-Sautermeister, Stuttgart 1883.
- Lehrbuch: Zeichenvorlagen für den Unterricht im Freihandzeichnen. 1886.
- Eine Collection Ornamente und Entwürfe. Orell Füssli, Zürich 1890.
- Die Holzschnitzereien aus dem Nationalratssaale des Bundes-Palais in Bern. 24 Tafeln in Lichtdruck. Kreuzmann-Verlag, Zürich und Stuttgart 1902.